# لغة باشكاردي
لغة باشكاردي\باشاكا من اللغات الإيرانية. قد تتصنف ضمن لهجات خودمونية.